# 스핀 다양체
미분위상수학에서 스핀 다양체(spin多樣體, 영어: spin manifold)는 스피너장을 정의할 수 있는 다양체다. 즉, 직교 틀다발 {\displaystyle P_{\operatorname {SO} }M\to M}을 이중 피복 공간 {\displaystyle \operatorname {Spin} (n)\to \operatorname {SO} (n)}에 대하여 적절히 주다발 {\displaystyle P_{\mathrm {Spin} }M\to M}으로 확장할 수 있는 가향 (준) 리만 다양체다.

## 정의
임의의 두 자연수 {\displaystyle (p,q)}에 대하여, 스핀 군에서 특수 직교군으로 가는 표준적인 2겹 전사 군 준동형
{\displaystyle \rho \colon \operatorname {Spin} (p,q)\to \operatorname {SO} (p,q;\mathbb {R} )}
이 존재한다.
파라콤팩트 공간 {\displaystyle M} 위의 {\displaystyle \operatorname {SO} (p,q)}-주다발 {\displaystyle \pi _{\operatorname {SO} }\colon P\twoheadrightarrow M} 위의 스핀 구조(spin構造, 영어: spin structure)란 다음 데이터로 구성된다.
- Spin(p,q)-주다발 {\displaystyle \pi _{\operatorname {Spin} }\colon P_{\mathrm {Spin} }(M)\to M}
- 이중 피복 공간 {\displaystyle p\colon P_{\operatorname {Spin} }(M)\twoheadrightarrow P_{\operatorname {SO} }(M)}

이 데이터는 다음 두 조건을 만족시켜야 한다.
- {\displaystyle \pi _{\operatorname {SO} }\circ p=\pi _{\operatorname {Spin} }}
- 임의의 {\displaystyle x\in P_{\operatorname {Spin} }}, {\displaystyle h\in \operatorname {Spin} (n)}에 대하여 {\displaystyle p(x\cdot h)=p(x)\cdot \rho (h)}이다. (여기서 {\displaystyle \cdot }은 주다발 위의 군의 작용이다.) 즉, 군의 작용은 {\displaystyle p}와 가환한다.

파라콤팩트 공간 {\displaystyle M} 위의 유향(有向) 벡터 다발 {\displaystyle E} 위의 스핀 구조는 {\displaystyle E}의 직교 틀다발 {\displaystyle P_{\operatorname {SO} }(E)} 위의 스핀 구조이다.
매끄러운 다양체 {\displaystyle M} 위의 스핀 구조는 그 접다발 {\displaystyle \mathrm {T} M}(의 틀다발) 위의 스핀 구조이다. 스핀 다양체는 스핀 구조를 지닌 가향 준 리만 다양체다.

### 스피너 다발
{\displaystyle \mathbb {K} \in \{\mathbb {R} ,\mathbb {C} \}}라고 하고, 스핀 군 {\displaystyle \operatorname {Spin} (p,q)}의 {\displaystyle \mathbb {K} }-선형 표현
{\displaystyle \kappa \colon \operatorname {Spin} (p,q)\to \operatorname {GL} (\Delta ;\mathbb {K} )}
가 주어졌다고 하자. 그렇다면, 올이 {\displaystyle \Delta }인 복소수 연관 벡터 다발
{\displaystyle S=P_{\operatorname {Spin} }\times _{\kappa }\Delta }
을 정의할 수 있다.
특히, {\displaystyle \operatorname {Spin} (p,q)}는 항상 {\displaystyle 2^{\lfloor (p+q)/2\rfloor }}차원 복소수 표현(디랙 스피너)을 갖는다. 이에 대응되는 복소수 벡터 다발을 디랙 스피너 다발 {\displaystyle \mathrm {S} M}이라고 한다. 만약 {\displaystyle p+q}가 짝수라면, 디랙 스피너는 왼쪽·오른쪽 바일 스피너의 직합으로 표현되며, 디랙 스피너 다발은 다음과 같은 두 바일 스피너 다발의 직합으로 분해된다.
{\displaystyle \mathrm {S} M=\mathrm {S} ^{+}M\oplus \mathrm {S} ^{-}M}
만약 {\displaystyle (p-q){\bmod {8}}\in \{0,\pm 1,\pm 2\}}라면, 마찬가지로 마요라나 스피너 다발 {\displaystyle \mathrm {S} _{\mathbb {R} }M}을 정의할 수 있다. 이는 실수 벡터 다발이며,
{\displaystyle \mathrm {S} M=\mathrm {S} _{\mathbb {R} }M\otimes \mathbb {C} }
이다. 만약 {\displaystyle p-q}가 8의 배수라면, 마요라나-바일 스피너 다발 {\displaystyle \mathrm {S} _{\mathbb {R} }^{\pm }M}이 존재하며,
{\displaystyle \mathrm {S} _{\mathbb {R} }^{\pm }M\otimes \mathbb {C} =\mathrm {S} ^{\pm }M}
{\displaystyle \mathrm {S} _{\mathbb {R} }^{+}M\oplus \mathrm {S} _{\mathbb {R} }^{-}M=\mathrm {S} _{\mathbb {R} }M}
이다.
스핀 다양체 위의 스피너장(spinor場, 영어: spinor field)은 스피너 다발의 매끄러운 단면이다.

## 성질
가향 다양체 {\displaystyle M} 위에 스핀 구조가 존재할 필요 충분 조건은 2차 슈티펠-휘트니 특성류
{\displaystyle \mathrm {w} _{2}(M)\in \mathrm {H} ^{2}(M,\mathbb {Z} /2)}
가 0인지 여부이다.:115, Proposition 3.34

## 분류
만약 매끄러운 다양체 {\displaystyle M} 위에 스핀 구조가 존재한다면, 그 스핀 구조들의 집합은 코호몰로지류 {\displaystyle \operatorname {H} ^{1}(M,\mathbb {Z} /2)}의 집합과 일대일 대응한다.:115, Proposition 3.34 이 대응성은 표준적(canonical)이지 않으며, 구체적으로 스핀 구조들의 집합은 {\displaystyle \operatorname {H} ^{1}(M,\mathbb {Z} /2)}에 대한 아핀 공간이다.
직관적으로 해석하면, 축약 불가능 폐곡선들을 따라 스피너를 평행 운송하였을 때 그 부호가 ±인지 여부가 스핀 구조를 결정짓는다. 이는 양자장론에서 페르미온의 라몽 경계 조건(영어: Ramond boundary condition, +) 및 느뵈-슈워츠 경계 조건(영어: Neveu–Schwartz boundary condition, −)의 선택에 대응한다.

## 예
다음과 같은 다양체들은 적어도 하나의 스핀 구조를 갖는다.
- 종수 g의 콤팩트 리만 곡면은 22g개의 스핀 구조를 갖는다. 이들은 대수기하학에서 세타 지표(영어: theta characteristic)라고 불린다.
- 모든 3차원 이하 콤팩트 유향 다양체는 스핀 구조를 갖는다.
- 초구 Sn는 모두 스핀 구조를 갖는다. {\displaystyle n\neq 1}일 때 이는 유일하며, 원 {\displaystyle \mathbb {S} ^{1}}은 두 개의 스핀 구조를 갖는다.
- 홀수 차원 복소수 사영 공간 {\displaystyle \mathbb {CP} ^{2k+1}}은 스핀 구조를 갖는다.
- 모든 칼라비-야우 다양체는 스핀 구조를 갖는다.

다음과 같은 다양체들은 스핀 구조를 하나도 가지지 않는다.
- 짝수 차원 복소수 사영 공간 {\displaystyle \mathbb {CP} ^{2k}}은 스핀 구조를 갖지 않는다.

### 낮은 차원의 벡터 다발의 스핀 구조
0차원에서는 Spin(0) = SO(0)이므로, 스핀 구조는 자명하다. 이는 1차원에서도 마찬가지다.
2차원에서는 Spin(2) = U(1) = SO(2)이지만, 이 경우 Spin(2)는 SO(2)의 2겹 피복이다. 이를 2차원 벡터 다발로 여길 경우, SO(2)=U(1) 구조를 갖는 2차원 벡터 다발은 에르미트 계량을 가진 복소수 선다발에 해당한다. 이 경우, 이 복소수 선다발 {\displaystyle L}의 스핀 구조는 복소수 선다발의 (텐서곱에 대한) 제곱근, 즉
{\displaystyle {\sqrt {L}}\otimes {\sqrt {L}}\cong L}
이 되는 복소수 선다발 {\displaystyle L}에 해당한다.

## 같이 보기
- 스핀 접속
- 스피너
- 스핀C 다양체